# Кубок ярмарок 1963/1964
Шестой Кубок ярмарок был разыгран с 1963 по 1964 год. В турнире участвовала только одна сборная команда города — Сборная Копенгагена, прекратившая борьбу в первом раунде. «Реал Сарагоса» в одноматчевом финале обыграл предыдущего обладателя Кубка «Валенсию». Это был второй испанский финал.

## Первый раунд
Первые матчи состоялись с 4 сентября по 16 октября, ответные с 11 сентября по 30 октября 1963 года. Дополнительные матчи состоялись 15 и 30 октября.
| Команда #1          | Сумм.          | Команда #2          | 1й матч | 2й матч |
| ------------------- | -------------- | ------------------- | ------- | ------- |
| Сборная Копенгагена | 4 — 9          | Арсенал (Лондон)    | 1 — 7   | 3 — 2   |
| Арис                | 0 — 2          | Льеж                | 0 — 2   | 0 — 0   |
| Гленторан           | 1 — 7          | Партик Тисл         | 1 — 4   | 0 — 3   |
| Спартак (Брно)      | 7 — 1          | Серветт             | 5 — 0   | 2 — 1   |
| Лозанна             | 4 — 43:2(д.в.) | Харт оф Мидлотиан   | 2 — 2   | 2 — 2   |
| Ираклис             | 1 — 9          | Реал Сарагоса       | 0 — 3   | 1 — 6   |
| Ювентус             | 3 — 31:0       | ОФК                 | 2 — 1   | 1 — 2   |
| Атлетико Мадрид     | 2 — 1          | Порту               | 2 — 1   | 0 — 0   |
| Рапид (Вена)        | 4 — 2          | Расинг (Париж)      | 1 — 0   | 3 — 2   |
| Шемрок Роверс       | 2 — 3          | Валенсия            | 0 — 1   | 2 — 2   |
| Лейпциг             | 2 — 3          | Уйпешт              | 0 — 0   | 2 — 3   |
| Брашов              | 2 — 5          | Локомотив (Пловдив) | 1 — 3   | 1 — 2   |
| Герта               | 1 — 5          | Рома                | 1 — 3   | 0 — 2   |
| Трешневка (Загреб)  | 1 — 4          | Белененсиш          | 0 — 2   | 1 — 2   |
| Кёльн               | 4 — 2          | Гент                | 3 — 1   | 1 — 1   |
| ДОС                 | 2 — 8          | Шеффилд Уэнсдей     | 1 — 4   | 1 — 4   |

## Второй раунд
Первые матчи состоялись с 6 ноября по 4 декабря 1963 года, ответные с 20 ноября 1963 года по 1 января 1964 года.
| Команда #1       | Сумм. | Команда #2          | 1й матч | 2й матч |
| ---------------- | ----- | ------------------- | ------- | ------- |
| Арсенал (Лондон) | 2 — 4 | Льеж                | 1 — 1   | 1 — 3   |
| Партик Тисл      | 3 — 6 | Спартак (Брно)      | 3 — 2   | 0 — 4   |
| Лозанна          | 1 — 5 | Реал Сарагоса       | 1 — 2   | 0 — 3   |
| Ювентус          | 3 — 1 | Атлетико Мадрид     | 1 — 0   | 2 — 1   |
| Рапид (Вена)     | 2 — 3 | Валенсия            | 0 — 0   | 2 — 3   |
| Уйпешт           | 3 — 1 | Локомотив (Пловдив) | 0 — 0   | 3 — 1   |
| Рома             | 3 — 1 | Белененсиш          | 2 — 1   | 1 — 0   |
| Кёльн            | 5 — 3 | Шеффилд Уэнсдей     | 3 — 2   | 2 — 1   |

## Четвертьфиналы
Первые матчи состоялись с 29 января по 8 марта, ответные с 12 февраля по 8 апреля 1964 года. Дополнительний матч состоялся 25 марта.
| Команда #1    | Сумм.    | Команда #2     | 1й матч | 2й матч |
| ------------- | -------- | -------------- | ------- | ------- |
| Льеж          | 2 — 21:0 | Спартак (Брно) | 2 — 0   | 0 — 2   |
| Реал Сарагоса | 3 — 2    | Ювентус        | 3 — 2   | 0 — 0   |
| Валенсия      | 6 — 5    | Уйпешт         | 5 — 2   | 1 — 3   |
| Рома          | 3 — 5    | Кёльн          | 3 — 1   | 0 — 4   |

## Полуфиналы
Первые матчи состоялись 22 апреля и 6 мая, ответные 7 и 14 мая 1964 года. Дополнительный матч состоялся 28 мая.
| Команда #1 | Сумм.    | Команда #2    | 1й матч | 2й матч |
| ---------- | -------- | ------------- | ------- | ------- |
| Льеж       | 2 — 20:2 | Реал Сарагоса | 1 — 0   | 1 — 2   |
| Валенсия   | 4 — 3    | Кёльн         | 4 — 1   | 0 — 2   |

## Финал
| Барселона 25 июня 1964    | \| Реал Сарагоса \| 2—1 \| Валенсия \| \| Вилья 40′ · Марселино 83′ \| Голы \| Уртиага 42′ \| | Камп Ноу Зрителей: 50 000 Судья: Жуакин Фернандиш ди Кампуш (Португалия) |
| Реал Сарагоса             | 2—1                                                                                           | Валенсия                                                                 |
| Вилья 40′ · Марселино 83′ | Голы                                                                                          | Уртиага 42′                                                              |